# Antoni Piechniczek
Antoni Krzysztof Piechniczek (Chorzów, 1942. május 3. –) válogatott lengyel labdarúgó, hátvéd, edző. Az 1982-es világbajnokságon bronzérmes lengyel válogatott szövetségi kapitánya.

## Pályafutása

### Klubcsapatban
A Zryw Chorzów korosztályos csapatában kezdte a labdarúgást. 1960–61-ben a Naprzód Lipiny, 1961 és 1965 között a Legia Warszawa, 1965 és 1972 között a Ruch Chorzów, 1972–73-ban a francia Châteauroux labdarúgója volt.

### A válogatottban
1967 és 1969 között három alkalommal szerepelt a lengyel válogatottban.

### Edzőként
1973 és 1975 között a Stal Bielsko-Biała, 1975 és 1979 között az Odra Opole, 1980–81-ben a Ruch Chorzów vezetőedzője volt. 1981 és 1986 között a lengyel válogatott szövetségi kapitányaként tevékenykedett. Két világbajnokságon vett részt a nemzeti csapattal. Az 1982-es spanyolországi világbajnokságon bronzérmet szerzett az együttessel. 1986–87-ben a Górnik Zabrze szakmai munkáját irányította. 1987 és 1990 között az Espérance Sportive de Tunis edzője, 1988-ban és 1989-ben a tunéziai válogatott szövetségi kapitánya volt. 1993 és 1995 között az Egyesült Arab Emírségek válogatottjának szövetségi kapitányaként dolgozott. 1996-97-ben ismét a lengyel válogatottnál dolgozott. 1997-ben a katari Al-Rayyan SC vezetőedzője volt.

## Sikerei, díjai

### Játékosként
Legia Warszawa
- Lengyel kupa
  - győztes: 1964

 Ruch Chorzów
- Lengyel bajnokság
  - bajnok: 1967–68

### Edzőként
Lengyelország
- Világbajnokság
  - bronzérmes: 1982, Spanyolország